# Domingo Almenara Butler
Manuel Domingo Melquiades Almenara Butler, (Moquegua, 4 de agosto de 1848-Lima, 20 de junio de 1931) fue un abogado, magistrado y político peruano. Fue presidente del Consejo de Ministros y ministro de Hacienda y Comercio (1900-1901). Fue también senador de la República y presidente de la Corte Suprema de Justicia (1914-1916).

## Biografía
Fue hijo de Luciano de Almenara y Suero y Nicolasa Butler de los Ríos. Estudió en el Colegio Nacional de La Libertad. Pasó a Europa donde prosiguió sus estudios. Se recibió de abogado ante la Corte Superior de Tacna y pasó a ejercer su profesión en Lima, en 1871. 
Se desempeñó como secretario del Concejo Provincial de Lima pero renunció cuando el gobierno central quiso intervenir en la renovación del personal concejal en 1877. Luego se afilió al Partido Civil, que por entonces hacía oposición al gobierno de Mariano Ignacio Prado. Durante la defensa de Lima contra los invasores chilenos, guarneció el reducto N.º 6  y luchó en la batalla de Miraflores, librada el 15 de enero de 1881.
Fue elegido senador suplente por Moquegua (1892-1893).
Durante el gobierno del ingeniero Eduardo López de Romaña fue presidente del Consejo de Ministros y ministro de Hacienda (1900-1901). Por haber prorrogado el presupuesto por un año entero sin solicitar la autorización legislativa, fue interpelado en el Congreso. Su censura fue aprobada, luego de debates ardorosos, en los que destacó el diputado opositor Mariano H. Cornejo. A Almenara no le quedó otra alternativa sino presentar su renuncia, junto con todo su gabinete.
En 1904 fue designado presidente de la Junta Electoral Nacional y le tocó proclamar el triunfo de la candidatura presidencial de José Pardo y Barreda. Fue director de la Sociedad de Beneficencia Pública de Lima (1907-1908). Elegido vocal de la Corte Suprema de Justicia en 1908, presidió dicho tribunal de 1914 a 1916.